# ماونتن (داکوتای شمالی)
ماونتن(به انگلیسی: Mountain) شهری در ایالت داکوتای شمالی کشور ایالات متحده آمریکا است که جمعیت آن در سرشماری سال ۲۰۱۰ میلادی، ۹۲ نفر بوده‌است.